# 私は犬になりたい¥490
「私は犬になりたい¥490」（わたしはいぬになりたいよんひゃくきゅうじゅうえん）は、さだまさしがソフトバンクモバイルのCM・ホワイト学割 with 家族「歌番組」編のために書き下ろした曲。『私は犬になりたい¥490-シングル・ヴァージョン-』のタイトルでシングル化もされ、宣伝文句および曲名同様490円で発売された。さだの69枚目のシングルにあたる。

## 解説
タイトルの490円は「ホワイト学割 with 家族」における携帯電話の基本使用料を意味する。歌詩では、ワンコインで買えるものや行くことの出来る場所を挙げながら、ワンコインでは味噌汁がつかないことや帰ってこられないことを嘆き、帰ってくることが出来て家族みんなに愛される「うちの犬」になりたいと願う。
シングル・ヴァージョンはさだのギターのみで演奏されているが、アルバム『美しい朝』（同年6月10日発売）に収録されたアルバム・ヴァージョンでは、ホーンセクションを含むバンド形式での演奏となっており、歌詩も一部変更されている。なお、このアルバムのライナーノートでさだは「僕なりに白戸家のお父さんがなぜ選りによって犬になってしまったのかの謎解きに挑んだつもりでもある。決して笑わせることだけを目的に不真面目にいい加減に作ったのではない」と述べている。
ソフトバンクモバイルのCMに出演中の犬の名前がカイであることから、タイトルはドラマ・映画の『私は貝になりたい』を連想させるとする解説もあった。
2009年4月29日（シングル発売日）未明にNHKで放送された『今夜も生でさだまさし』でこの曲が歌われた。コマーシャルソングであるため、直接ソフトバンクの宣伝になる歌詩の部分には犬の鳴き声をかぶせる対応がなされた。
同年6月12日にフジテレビで放送された『ミュージックフェア』でもこの曲が歌われた。民放かつスポンサーの競合問題も無かったため、音声カットはされなかった。
なお、歌詩中で繰り返し出てくる味噌汁はオマケに付かないが、バックインレイに写真が印刷されている。

## シングル収録曲
1. 私は犬になりたい¥490-シングル・ヴァージョン-
  - 作詩[3]・作曲・編曲：さだまさし
2. 私は犬になりたい¥490-シングル・ヴァージョン- オリジナル・カラオケ といってもギターだけですけど、何か!?
  - タイトル通り、ギターのみの演奏。